# Ньюберри (Пенсильвания)
Ньюберри (англ. Newberry Township) — тауншип второго класса в округе Йорк, штат Пенсильвания, США. В 2010 году в тауншипе проживало 15 285 человек.

## Географическое положение
Тауншип расположен в севере округа Йорк штата Пенсильвания. По данным Бюро переписи населения США Ньюберри имеет площадь 80 км². Из них 0,8 км² воды. Территория тауншипа окружает c восточной стороны боро Льюисберри (0,3 км²), частью территории Ньюберри является статистически обособленная местность Вэлли-Грин (3,5 км²). Восточной границей тауншипа является река Саскуэханна.

## История
Тауншип Ньюберри был официально основан судом округа Ланкастер в 1742 году, хотя впервые населённый пункт упоминается в 1723 году. На 1783 год население тауншипа составляло 1704 человека.

## Население
По данным переписи 2010 года население Ньюберри составляло 15 285 человек (из них 49,7 % мужчин и 50,3 % женщин), в тауншипе было 5803 домашних хозяйства и 4319 семей. Расовый состав: белые — 96,1 %, афроамериканцы — 1,0 %, коренные американцы — 0,2 %, азиаты — 0,6 % и представители двух и более рас — 1,4 %. На 2014 год население тауншипа Ньюберри было распределено по происхождению следующим образом: 5,9 % — американское, 41,8 % — немецкое, 15,6 % — ирландское, 3,3 % — польское, 5,2 % — английское происхождение.
Из 15 285 человек тауншипа, 3429 проживают в статистически обособленной местности Вэлли-Грин (плотность — 979,7 чел./км²), остальные 11 856 человек не принадлежат статистически обособленным местностям (плотность на оставшейся территории тауншипа — 155,0 чел./км²).
Население города по возрастному диапазону по данным переписи 2010 года распределилось следующим образом: 25,1 % — жители младше 18 лет, 3,5 % — между 18 и 21 годами, 62,4 % — от 21 до 65 лет и 9,0 % — в возрасте 65 лет и старше. Средний возраст населения — 38,9 года. На каждые 100 женщин в Ньюберри приходилось 98,7 мужчин, при этом на 100 совершеннолетних женщин приходилось уже 97,7 мужчин сопоставимого возраста.
Из 5803 домашних хозяйств 74,4 % представляли собой семьи: 59,1 % совместно проживающих супружеских пар (21,1 % с детьми младше 18 лет); 9,7 % — женщины, проживающие без мужей и 5,7 % — мужчины, проживающие без жён. 24,7 % не имели семьи. В среднем домашнее хозяйство ведут 2,63 человека, а средний размер семьи — 3,00 человека. В одиночестве проживали 19,4 % населения, 4,9 % составляли одинокие пожилые люди (старше 65 лет).
| 1783 | 1820 | 1830 | 1840 | 1860 | 1870 | 1880 | 1890 | 1900 | 2000  | 2010  |
| ---- | ---- | ---- | ---- | ---- | ---- | ---- | ---- | ---- | ----- | ----- |
| 1704 | 1794 | 1856 | 1850 | 2182 | 2144 | 2228 | 2238 | 2101 | 14332 | 15285 |

## Экономика
В 2014 году из 12 268 человек старше 16 лет имели работу 8266. При этом мужчины имели медианный доход в 46 972 долларов США в год против 36 667 долларов среднегодового дохода у женщин. В 2014 году медианный доход на семью оценивался в 72 165 $, на домашнее хозяйство — в 62 207 $. Доход на душу населения — 27 713 $ в год. 4,2 % от всего числа семей в Ньюберри и 6,5 % от всей численности населения находилось на момент переписи за чертой бедности.

## Политика
Тауншипы в Пенсильвании — это административно-территориальные единицы округа, подчинённые местному муниципальному правительству, они являются одной из старейших политических форм. Ньюберри является тауншипом второго класса, который управляется Советом уполномоченных. Совет ответственен за принятие бюджетов, налоговую систему, организацию, планы развития населённого пункта. Каждый из пяти представителей выбирается на 6 лет. На 2016 год в Совете уполномоченных Уилл Тусакер, Максин Кофман, Брэнд Кук, Дэвид Кантрел и Тони Миллер.